# Пистолькорс, Карл Васильевич
Карл Васильевич Пистолькорс (нем. Karl Gustav Pistohlkors; 1795 или 1798 — 1876) — генерал-лейтенант русской императорской армии, Бобруйский комендант.

## Биография
Родился в 1798 году; по другим сведениям — 27 июня 1795 года.
Образование получил в 1-м кадетском корпусе, из которого выпущен 19 марта 1812 года прапорщиком в лёгкую № 56 роту 1-й запасной артиллерийской бригады.
В 1813—1814 годах Пистолькорс принимал участие в Заграничном походе русской армии, 15 октября 1813 года при штурме крепости Штаде в Германии был ранен пулей в грудь и в грудь же контужен картечью. За отличие в этой кампании был награждён орденами Св. Анны 3-й степени и Св. Владимира 4-й степени с бантом.
16 июня 1818 года произведён в поручики 21-й конно-артиллерийской роты. В 1829 году Пистолькорс сражался против турок на Дунае и был награждён орденом Св. Анны 2-й степени.
Продолжая службу в артиллерии Пистолькорс в 1831 году был уже подполковником и командовал конно-артиллерийской ротой № 11, во главе которой принял участие в кампании против восставших поляков. Здесь он себе заслужил польский знак отличия за военное достоинство (Virtuti Militari) 3-й степени и золотую саблю с надписью «За храбрость».
В 1839 году Пистолькорс был произведён в полковники и в 1845 году назначен командующим сводной конно-артиллерийской дивизией. С 1848 года он состоял при начальнике артиллерии действующей армии и 3 апреля 1849 года получил чин генерал-майора.
В 1850 году Пистолькорс был назначен командующим 8 округами Новороссийского военного поселения, 6 декабря 1857 года произведён в генерал-лейтенанты и в 1863 году получил должность Бобруйского коменданта. В 1865 году зачислен по полевой конной артиллерии и в запасные войска.
Скончался в Санкт-Петербурге в 1876 году, по разным сведениям 24 марта или  25 апреля.

## Награды
- Орден Святой Анны 3-й степени (1813)
- Орден Святого Владимира 4-й степени (1813)
- Орден Святой Анны 2-й степени (1829)
- Польский знак отличия за военное достоинство (Virtuti Militari) 3-й степени (1831)
- Золотая сабля с надписью «За храбрость» (5 мая 1832 года)
- Орден Святого Станислава 2-й степени (1836)
- Орден Святого Георгия 4-й степени (29 ноября 1837 года, за беспорочную выслугу 25 лет в офицерских чинах, № 5582 по кавалерскому списку Григоровича — Степанова)
- Орден Святого Владимира 3-й степени (1843)
- Орден Святого Станислава 1-й степени (1851)
- Орден Святой Анны 1-й степени (1852, императорская корона к ордену пожалована — 1855)
- Орден святого Владимира 2-й степени (1860)
- Орден Белого орла (1865)

## Семья
Был женат на Елизавете Перевошиковой. Их дети:
- Ипполит (1836—1913)
- Елизавета (1839—?), по мужу — Фан-дер-Флит
- Константин (1841—1903)
- София (1842—1878)